# Chagri Dorjeden Gönpa

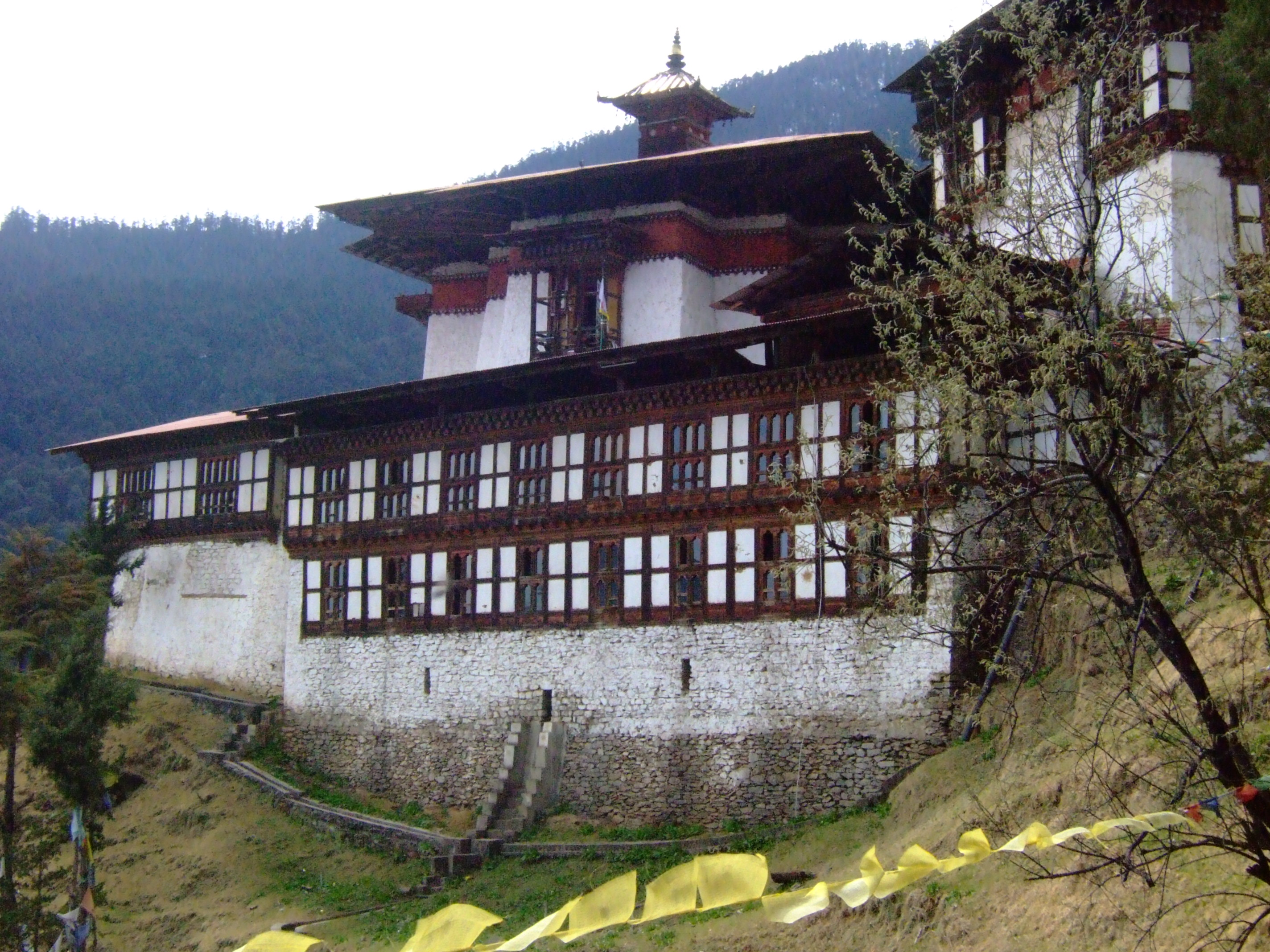
Cheri Goemba

Chagri Dorjeden Gönpa oder Cheri Gompa (bhutanisch ལྕགས་རི་རྡོ་རྗེ་ལྡན་དགོན་པ།, englisch Chagri Dorjeden Monastery, Cheri Monastery) ist ein Gönpa (buddhistisches Kloster) in Bhutan. Es wurde 1620 von Ngawang Namgyal, dem 1. Zhabdrung Rinpoche, gegründet.

## Lage
Das Kloster ist ein wichtiges Lehr- und Retreat-Zentrum der südlichen Drugpa-Kagyü-Schule der Kagyü im tibetischen Buddhismus. Es liegt am Nordende des Thimphu-Tales, etwa 15 km entfernt von der Hauptstadt auf einem Hügel über dem Straßenende bei Dodeyna. Von der Straße ist das Kloster nur durch einen etwa einstündigen Marsch den steilen Hang hinauf zu erreichen. 
Nach bhutanischen Legenden wurde der Platz erstmals im 8. Jahrhundert von Padmasambhava besucht. Im 13. Jahrhundert kam Phajo Druggom Shigpo, der tibetische Lama, welcher die Drugpa-Kagyü nach Bhutan brachte, dorthin.

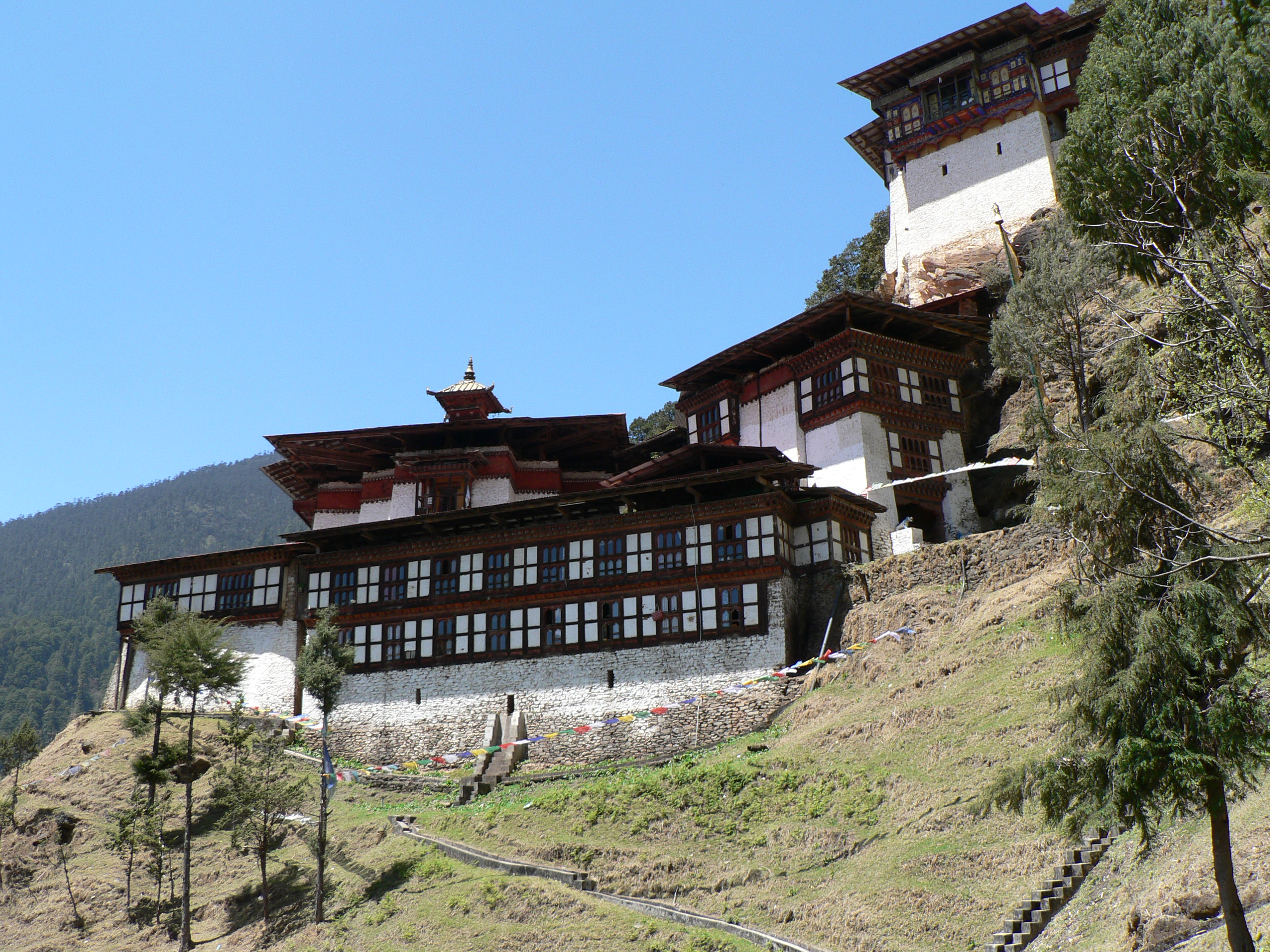
Chagri Gönpa, Bhutan.

Chagri Dorjeden war das erste Kloster, welches in Bhutan von Ngawang Namgyal 1620 gegründet wurde. Er war damals selbst 27 Jahre alt. Der Zhabdrung verbrachte drei Jahre in strikter Einsiedelei in Chagri und kam später oft dorthin zurück. In Chagri entstand 1623 auch die erste Mönchsgemeinschaft in Bhutan.
1705 zog sich der 7. Druk Desi, Umze Peljor, ins Chagri Gömpa zurück, wo er bis zu seinem Tod 1707 lebte.